# Spheginobaccha knutsoni
Spheginobaccha knutsoni är en tvåvingeart som beskrevs av Thompson 1974. Spheginobaccha knutsoni ingår i släktet Spheginobaccha och familjen blomflugor. Inga underarter finns listade i Catalogue of Life.